# Camí d'Esplugues (Castellcir)
El Camí d'Esplugues és un antic camí de bast del terme municipal de Castellcir, a la comarca del Moianès.

## Camí vell

El Camí vell d'Esplugues, respecte del terme de Castellcir

En la major part del seu recorregut coincideix amb el Camí del Molí Vell. El camí arrencava de l'extrem de ponent del Carrer de l'Amargura, des d'on calia seguir per la carretera BV-1342 fins a prop de la cruïlla amb la BV-1310. Just abans d'arribar-hi, es troba un bosquet a la dreta; calia travessar-lo, travessar també la BV-1310 i emprendre cap al nord-oest per un camí que es troba en aquell lloc.
El camí anava a buscar l'extrem sud-occidental del Serrat de la Vall, passava pel nord de la Rompuda de la Vall, baixava per la dreta del Sot de la Vinyota, i anava a trobar el Molí Vell. En aquell lloc, ja a l'esquerra de la Riera de Fontscalents, trencava cap al nord seguint riera amunt, passava per la Font del Molí Vell, i acabava d'arribar a Esplugues travessant la riera de Fontscalents pel Pont d'Esplugues. Actualment encara es pot seguir la major part d'aquest recorregut, però exclusivament a peu.

## Camí nou

El Camí nou d'Esplugues, respecte del terme de Castellcir

El nou Camí d'Esplugues és una pista en bon estat que permet fàcilment el pas de tota mena de vehicles. Arrenca de la carretera BV-1310 poc abans del final de la carretera, a ponent del Pla de la Llosa, uns cent metres al sud-oest del capdamunt de l'Avinguda del Moianès. Des d'aquest lloc, el Camí d'Esplugues segueix uns 50 metres paral·lel a la carretera cap al nord-est i després trenca cap al nord-oest, passant pel vessant sud-oest del Serrat del Llop. Passa pel costat nord del Sot d'Esplugues, al nord de la Clariana, fent diverses giragonses a partir de la direcció general nord-oest; travessa el Sot de la Millera, i baixa a trobar la Riera de Fontscalents, que travessa a gual, però en un lloc on el gual ha rebut el suport de ciment perquè no s'entolli, gira cap al sud-oest i acaba d'arribar a Esplugues en uns 100 metres.
També rep aquest nom el camí que mena a Esplugues des del Molí Nou, el Camí d'Esplugues del terme de Castellterçol.

## Etimologia
Com en el cas de la major part de camins, el nom que els designa és clarament descriptiu. Tant en el cas del camí nou com del vell, el destí de tots dos és la masia d'Esplugues des de Castellcir.